# Mohamed Fahd Al-Bishi
Mohamed Fahd Al-Bishi (arab. ‏محمد فهد البيشي‎, ur. 1 września 1965) – saudyjski lekkoatleta, sprinter.
Brał udział w biegach na 100 metrów i na 200 metrów na Letnich Igrzyskach Olimpijskich 1988.